# John Fowles

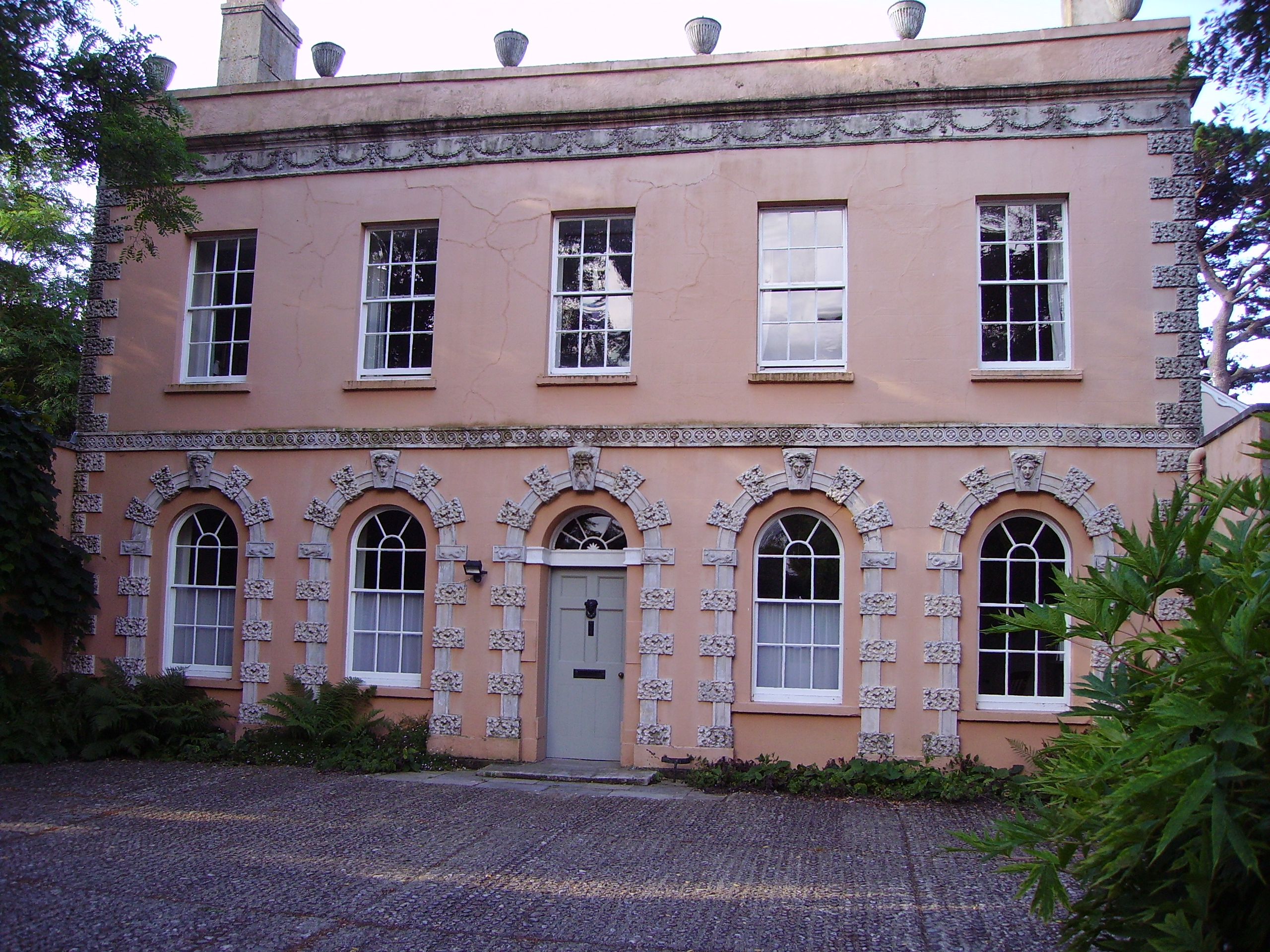
Dom Johna Fowlesa w Lyme Regis

John Fowles (ur. 31 marca 1926, zm. 5 listopada 2005) – angielski pisarz i eseista.
Urodził się w Leigh-on-Sea w Esseksie (niedaleko Londynu) w Anglii. Studiował język francuski i niemiecki. Pracował jako nauczyciel w szkołach w Anglii, Francji i Grecji. W Grecji uczył na wyspie Spetses – doświadczenia tej pracy wykorzystał w książce Mag (The Magus) wydanej w 1966 (drugie wydanie w 1978) – opowiada ona historię młodego nauczyciela, który podczas kryzysu tożsamości przybywa na grecką wyspę, by uczyć angielskiego, gdzie spotyka go seria niecodziennych zdarzeń. Książką, która rozpoczęła pisarską drogę Fowlesa, był Kolekcjoner (The Collector) wydany w 1963. Po jej wydaniu Fowles zrezygnował z kariery nauczyciela i całkowicie poświęcił się pisaniu.
W 1968 przeniósł się do Lyme Regis w hrabstwie Dorset na południu Anglii, gdzie mieszkał aż do śmierci. Kolejną książką była wydana w 1969 Kochanica Francuza (The French Lieutenant's Woman), na której podstawie nakręcono w 1981 film o tym samym tytule, a scenariusz do niego napisał późniejszy noblista Harold Pinter. Następne powieści w dorobku Fowlesa to Daniel Martin wydana w 1977 roku; potem Mantissa wydana w 1982 a także Larwa (The Maggot).
Dostał udaru w 1988 roku; w 1990 na raka zmarła jego pierwsza żona Elizabeth. Zmarł po długiej chorobie w swej posiadłości w Lyme Regis.

## Twórczość
- The Collector (1963), wyd. pol. Kolekcjoner (1992)
- The Aristos (1964), wyd. pol. Aristos (1997)
- The Magus (1966), wyd. pol. Mag (1982)
- The French Lieutenant's Woman (1969), wyd. pol. Kochanica Francuza
- Poems by John Fowles (1973)
- The Ebony Tower (1974), wyd. pol. Hebanowa wieża (1994)
- Shipwreck (1974)
- Daniel Martin (1977), wyd. pol. (2000)
- Islands (1978)
- The Tree (1979)
- Mantissa (1982), wyd. pol. (1994)
- A Maggot (1985), wyd. pol. Larwa (1997)
- Land (1985), z Fay Godwin
- Lyme Regis Camera (1990)
- Wormholes – Essays and Occasional Writings (1998), wyd. pol. Kanały czasoprzestrzeni. Eseje i inne pisma (2002)
- The Journals – Volume 1 (2003)
- The Journals – Volume 2 (2006)